# Zaljevo
Zaljevo este un sat din comuna Bar, Muntenegru. Conform datelor de la recensământul din 2003, localitatea are 648 de locuitori (la recensământul din 1991 erau 641 de locuitori).

## Demografie
În satul Zaljevo locuiesc 465 de persoane adulte, iar vârsta medie a populației este de 34,5 de ani (33,0 la bărbați și 36,0 la femei). În localitate sunt 174 de gospodării, iar numărul mediu de membri în gospodărie este de 3,72.
|  |

| Demografie | Demografie | Demografie |
| An         | Locuitori  | Locuitori  |
| ---------- | ---------- | ---------- |
|            |            |            |
|            |            |            |
|            |            |            |
|            |            |            |
| 1948       | 582        |            |
| 1953       | 613        |            |
| 1961       | 686        |            |
| 1971       | 719        |            |
| 1981       | 684        |            |
| 1991       | 641        | 549        |
| 2003       | 758        | 648        |

| \| Componența etnică conform recensământului din 2003[2] \| Componența etnică conform recensământului din 2003[2] \| Componența etnică conform recensământului din 2003[2] \| Componența etnică conform recensământului din 2003[2] \| Componența etnică conform recensământului din 2003[2] \| \| ----------------------------------------------------- \| ----------------------------------------------------- \| ----------------------------------------------------- \| ----------------------------------------------------- \| ----------------------------------------------------- \| \| \| \| \| \| \| \| Muntenegreni \| Muntenegreni \| \| 441 \| 68,05% \| \| Albanezi \| Albanezi \| \| 78 \| 12,03% \| \| Musulmani \| Musulmani \| \| 44 \| 6,79% \| \| Bosniaci \| Bosniaci \| \| 23 \| 3,54% \| \| Sârbi \| Sârbi \| \| 12 \| 1,85% \| \| Croați \| Croați \| \| 8 \| 1,23% \| \| Sloveni \| Sloveni \| \| 1 \| 0,15% \| \| Romi \| Romi \| \| 1 \| 0,15% \| \| necunoscută \| necunoscută \| \| 35 \| 5,4% \| |              |  |     |        |
| Componența etnică conform recensământului din 2003 |              |  |     |        |
| |              |  |     |        |
| Muntenegreni | Muntenegreni |  | 441 | 68,05% |
| Albanezi | Albanezi     |  | 78  | 12,03% |
| Musulmani | Musulmani    |  | 44  | 6,79%  |
| Bosniaci | Bosniaci     |  | 23  | 3,54%  |
| Sârbi | Sârbi        |  | 12  | 1,85%  |
| Croați | Croați       |  | 8   | 1,23%  |
| Sloveni | Sloveni      |  | 1   | 0,15%  |
| Romi | Romi         |  | 1   | 0,15%  |
| necunoscută | necunoscută  |  | 35  | 5,4%   |